# Örgryte nya kyrka
Örgryte nya kyrka är en kyrkobyggnad belägen på Svalberget i stadsdelen Bö i Göteborgs kommun. Kyrkan tillhör Örgryte församling i Göteborgs stift och Svenska kyrkan.
Kyrkan är byggd i nygotisk stil. På grund av tomtens beskaffenhet är orienteringen nordost-sydväst. Det är en korskyrka med öppen takstol och välvt, femsidigt kor. Kyrktornet är närmare 60 meter högt.

## Historia
Örgryte församling hade med början på 1870-talet haft en mycket stor inflyttning och den gamla kyrkan med sina 400 platser ansågs då för liten. Församlingens nya kyrkoherde, Magnus Ekberg (1836-1900), tog 1885 initiativet till en insamling som tillsammans med ett lån på 50 000 kronor, gav de nödvändiga medlen. Bland de generösare bidragsgivarna fanns grosshandlare David Lundström på hemmanet Underås, James Dickson, David Carnegie och Oscar Ekman. Att kyrkan skulle vara stor och rymma minst 1 000 personer, och att den skulle byggas i tegel som de andra nybyggda helgedomarna, var man överens om redan från början. Men man hade dock svårt att bestämma sig för var kyrkan skulle ligga. Det fanns flera platser att välja mellan, varav två låg i närheten av den gamla kyrkan. Men de dåliga grundförhållandena, som tvingade till ett omfattande pålningsarbete, gjorde att man bestämde sig för fast och säker mark, vilket man fann uppe på Svaleberget.  

## Kyrkobyggnaden
Arkitekt var Adrian C. Peterson och byggmästare F O Peterson. Arbetet påbörjades under sommaren 1888, och kyrkan invigdes den 6 juli 1890 av biskop Edvard Herman Rodhe, och hade då kostat 226 000 kronor. I gåvor hade influtit något mer än 120 000 kronor, och den återstående summan anskaffades dels genom ett amorteringslån på 50 000 kronor dels genom medel ur kyrkokassan.
Kyrkan är byggd i rött Börringetegel ifrån Skåne och fick vänta på elektricitet till 1908. Fasaderna har rik tegelornering, stenlister, smiden med mera.
En genomgripande restaurering skedde 1937 under A. Forsséns ledning, då bland annat predikstolen flyttades. År 1952 överflyttades fyra målade runda fönster från koret till läktarna, medan övriga målade korfönster från 1889, magasinerades. Under senare delen av 1900-talet gick kyrkans inredning i pastelliknande färgtoner, men efter den senaste större renoveringen i slutet av 1990-talet är kyrkan återställd till en mer ursprunglig, stramare färgskala och med framtaget trägolv (se interiör i denna artikel).
SVT:s Luciamorgon 2015 firades i kyrkan.

## Inventarier

### Altartavlan

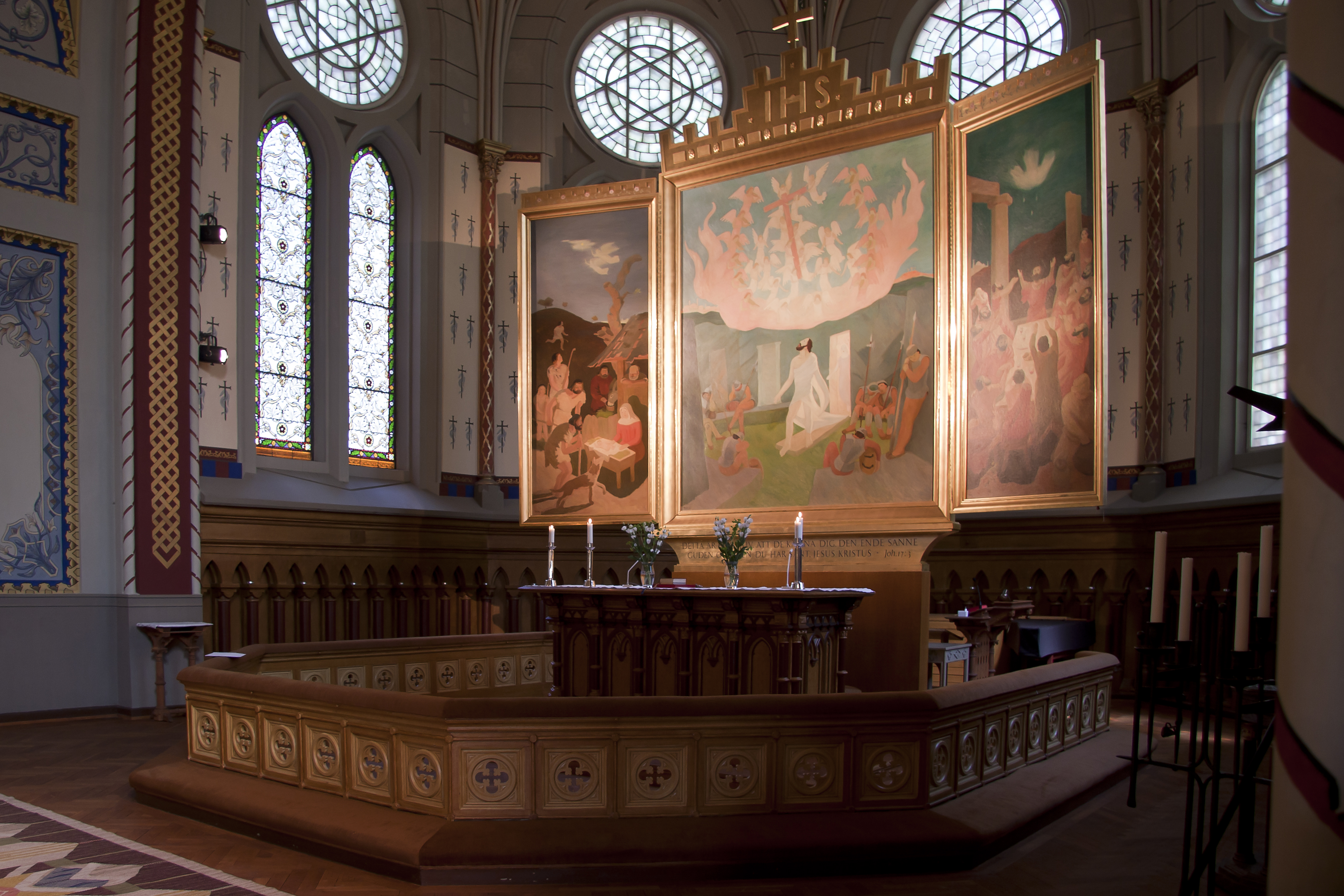
Koret med altare och altartavla.

År 1950 fick kyrkomålaren Thor Fagerkvist i uppdrag att måla en altartavla till kyrkan. Den skulle ersätta Carl Johan Dyfvermans korsfästelsegrupp från 1890. Det blev ett altarskåp bestående av fem oljemålningar på duk, varav tre vanligen syns med bilder knutna till jul, påsk och pingst, medan skåpet stängs under fastan och då visar de övriga två målningarna, fotatvagningen och Getsemane. Ramen ritades av arkitekten Axel Forssén. 

#### Den gamla altaruppsatsen
Den stora altaruppsatsen i skuret ekträ, placerades på altaret i kyrkan 1890 och var ett verk av Dyfverman. Motivet är den korsfäste Jesus med Maria, den andra Maria samt lärjungen Johannes nedanför korset. Skulpturen målades 1923, och 1969 restaurerades konstverket av konservator Torsten Öhlén. Korsfästelsegruppen flyttades 1951 till sin nuvarande plats i korsarmen.

### Altaret
På altaret stod sedan 1952 ett krucifix i elfenben och ebenholts av Göteborgsskulptören Henry Johansson, liksom altaruppsatsen en gåva av församlingsbor. Sedan altaret vändes mot församlingen har krucifixet flyttats till sakristian.

### Dopfunten
Dopfunten är ritad av arkitekten Axel Forssén. Prosten Ekbergs efterträdare, kyrkoherde Magnus Nilman (1855-1927), skänkte den jämte dopfatet av koppar till den nya kyrkan 1927. Då återfördes samtidigt den rödbruna kalkstensfunten till den gamla kyrkan. 

### Orglar
Kyrkan har två märkliga orglar:

#### Willisorgeln
Willisorgeln byggdes ursprungligen för St. Stephen's Church i Hampstead, London av Henry Willis, som var den ledande orgelbyggaren i England från 1850-talet. Troligen var orgeln färdig 1871. När kyrkan i Hampstead stängdes 1971, monterades orgeln ner och såldes därefter till Holland. År 1992 fick Musikhögskolan i Göteborg kännedom om instrumentet, varefter det köptes in av Tostareds kyrkorgelfabrik och 1998 av Örgryte församlings orgelstiftelse. Orgeln är den största brittisk-viktorianska orgeln i Sverige och den enda tre-manualiga Willisorgeln utanför England.

#### Den nordtyska barockorgeln
Den nordtyska barockorgeln har byggts som en del av ett omfattande forskningsprojekt inom Göteborgs universitet och Chalmers tekniska högskola. Orgeln är byggd på Göteborgs universitets orgelforskningsverkstad av trion Mats Arvidsson, Henk van Eeken och Munetaka Yokota. På 4 manualer och pedal, har instrumentets 54 stämmor fördelats. Inom orgelprojektet har målsättningen varit att skapa en nordtysk barockorgel från 1600-talet i Arp Schnitgers (1648-1719) anda.
Orgelforskningsprojektet inleddes med ett antal studieresor till mindre instrument i norra Tyskland och nordöstra Nederländerna, främst byggda av Schnitger. Den enda bevarade av dennes största orglar, St Jacobi i Hamburg, kom att bli utgångspunkten för den nya orgeln. Under 1990-talets början genomgick den en rekonstruktion och restaurering i Jürgen Ahrends verkstad i Leer-Loga i Tyskland, ett arbete som noga följdes av gruppen från Sverige. Men Jacobi-orgelns fasad visade sig bli för stor för Örgryte nya kyrka, och istället valde man Schnitgers orgel i Lübeck Dom. Den byggdes under ledning av hans gesäll Hans Hantelmann 1696-1699 och har 45 stämmor fördelade på tre manualer och pedal.
Orgelhuset restes därefter med början i februari 1997: de tolv bälgarna (vikt 175 kilo vardera), de nio luftlådorna, vällbrädorna och orgelhusets övriga delar. Den 20 mars var bitarna på plats.

##### Diskografi
Inspelningar av musik framförd på kyrkans orglar.
- Abendmusik / Dieterich Buxtehude ; Göteborg Baroque Arts Ensemble ; Magnus Kjellson, orgel, dirigent. CD. Intim musik IMCD 070. 2001.
- Bröllopsmusik från Örgryte gamla kyrka / Hildén, Erland, piano & orgel ; Lundgren, Claes-Göran, piano & orgel ; Roman, Karin, sång ; Lindgren, Sten, sång. CD. Rosarium ROS 003. 2004.
- The complete organ works of Matthias Weckman / Davidsson, Hans, orgel. 3CD. Loft Recordings LRCD 1065-1067. 2004.
- Dieterich Buxtehude and the mean-tone organ / Davidsson, Hans, orgel. (Complete organ works ; 1). 2CD. Loft Recordings LRCD-1090-1091. 2007.
- Dieterich Buxtehude and the Schnitger organ / Davidsson, Hans, orgel. (Complete organ works ; 3). 3CD. Loft Recordings LRCD-1094-1096. 2009.
- Dieterich Buxtehude - the Bach perspective / Davidsson, Hans, orgel. (Complete organ works ; 2). 3CD. Loft Recordings LRCD-1092-93. 2007.
- The Four Beasts´ Amen and other organ works / Ericsson, Hans-Ola, orgel. SACD. BIS-1486. 2006.
- Gelobet seist Du : Christmas in Lübeck 1705 / Davidsson, Hans, orgel. CD. Intim musik IMCD 078. 2001.
- Jan Pieterszoon Sweelinck : master of the Dutch Renaissance / Dimmock, Jonathan, orgel. 2CD. Loft Recordings LRCD-1106-07. 2008.
- Meditation and Euphoria : Erland Hildén plays the North German Baroque Organ and the Willis Organ in Örgryte New Church, Göteborg. CD. Proprius PRCD 2055. 2010.
- Music sweet and serious : organ works of Heinrich Scheidemann (ca. 1591-1663) & Jacob Praetorius (1586-1651) / Porter, William, orgel. 2CD. Loft Recordings LRCD-1050-51. 2003.
- Orgeltoner från Örgryte / Hildén, Erland, orgel. CD. Utan märke och nummer. 2001.
- Seven Magnificat settings for organ by Heinrich Scheidemann and two anonymous settings / Nelson, Karin, orgel. CD. Intim musik IMCD 116. 2010.
- Songs in Meantone / Jormin, Anders, bas ;  Nelson, Karin, orgel ; Simonson, Jonas, flöjt. CD. Footprint Records FRCD 055. 2010.
- Time span : live at Örgryte / Tribukait, Bengt, orgel. CD. Musica rediviva MRCD 010. 2004.
- Tunder: Organ Works / Ruiter-Feenstra, Pamela, orgel. 2CD. Loft Recordings LRCD-1048-49. 2015.
- The Willis organ in Göteborg. CD. Proprius PRCD 9167. 1997.

### Kyrkklockorna
I kyrkans torn finns det två klockor, båda har inskriptionen:

Under Oscar II regering då D:r E.H. 
Rodhe var biskop i Göteborgs Stift och 
prosten J.M. Ekberg kyrkoherde i Örgryte 
blef denna klocka gjuten vid Eriksbergs 
Mek. werkstad år 1899 på fabrikören 
J.W. Lyckholms bekostnad.
Den större klockan har dessutom inskriptionen:

Kommen ty all ting äro nu redo. Luc. 14:17 
Tacker Herren i hans portar 
lofver honom i hans gård 
kommer hit från alla orter 
priser den om oss har vård 
ty han är fast god och blid 
håller tro i evig tid.
...och den mindre:

Det är en kostelig ting att tacka Herren 
och lofsjunga ditt namn du allra högste 
om morgonen förkunna din nåd 
och om aftonen din sanning. Ps 92:2,3 
Ära ske Fadern och hans son 
den helge ande i samma thron 
den heliga treenighet 
ske pris och lof evighet.   